# Wikipedia w języku nahuatl
Wikipedia w języku nahuatl (Huiquipedia) – edycja językowa Wikipedii tworzona w języku nahuatl.
W dniu 6 marca 2007 roku liczba artykułów w tej edycji wynosiła 1 067, co według rankingu opublikowanego w dniu 1 marca tegoż roku dawało jej 130. pozycję wśród wszystkich wersji językowych. Dnia 24 grudnia 2008 roku ta Wikipedia miała 5518 artykułów.